# 超巨大地震
| ★                    |
| 超巨大地震の震源分布 |

超巨大地震（ちょうきょだいじしん）は、巨大地震の中でも特にモーメント・マグニチュード尺度でMw9程度以上あるいはMw9クラスのものに対し使用される名称である。しかし、地震学的に厳密に定義付けられているわけでもなければ学術用語でもない。

## 概要

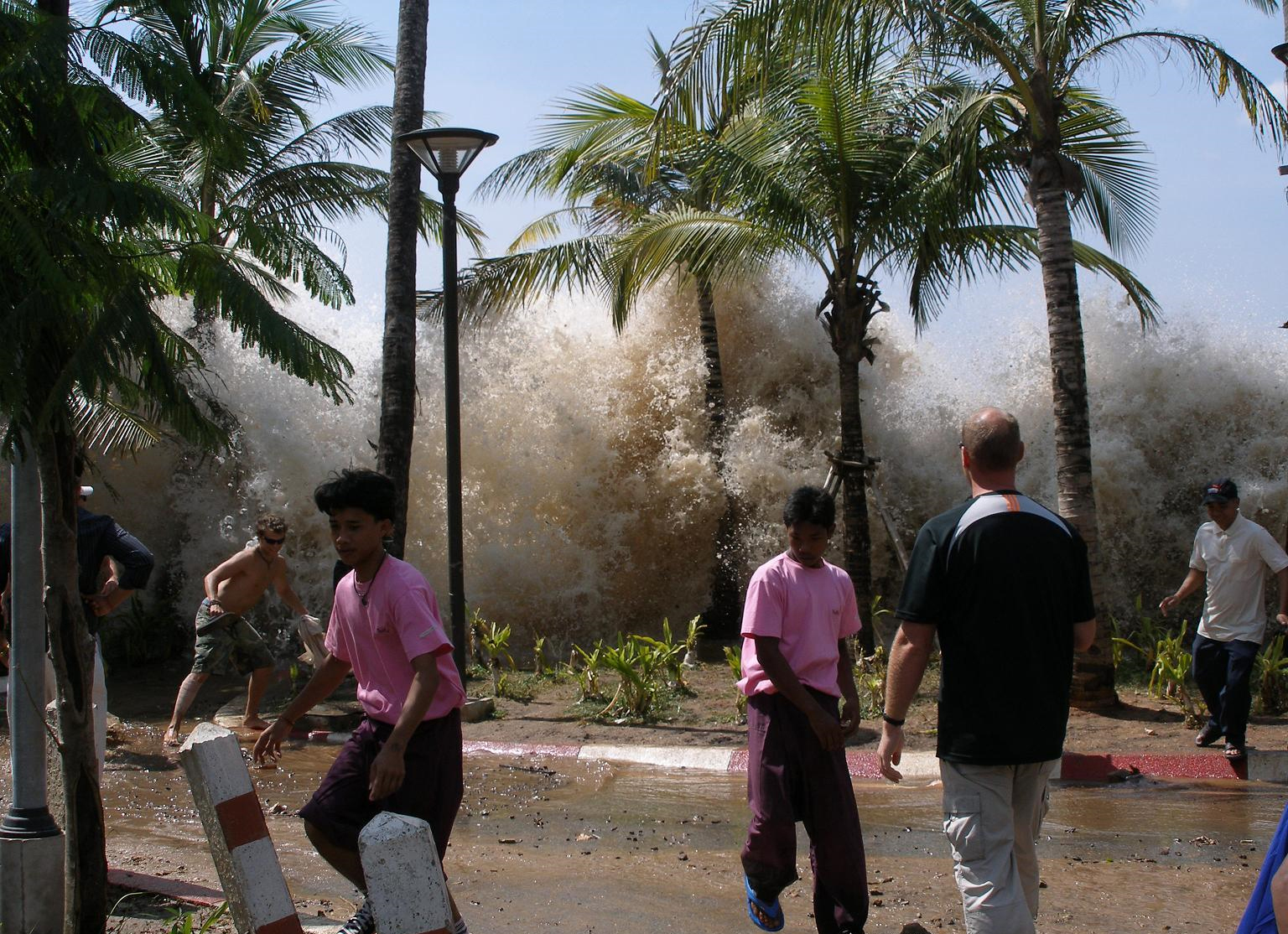
タイの海岸に押し寄せるスマトラ沖地震による津波

超巨大地震とされる地震は、確認される範囲では全てがプレート収束帯で発生する低角逆断層のプレート境界型地震であり、断層長がおよそ500 km以上に達する。また、長大な破壊域をもつ海溝型巨大地震は複数のセグメントが連動して断層破壊する連動型地震を仮定すれば説明できるとされる。海溝沿いで海底地形の大きな変異を伴うためいずれも大津波を伴っている。比較沈み込み学やアスペリティモデルから超巨大地震の発生する場所は若いプレートの沈み込み帯に限定されるとされてきたが、2004年スマトラ沖地震や2011年東北地方太平洋沖地震は従来の理論を覆すものとなり、特に高感度地震観測網など高密度の観測網が整備された日本付近で発生した東北地方太平洋沖地震は超巨大地震に関して新たな知見を与えるものとなった。
観測時代におけるデータの蓄積では発生頻度を論ずるに充分ではないが、地球上においておよそ1世紀の間に数回程度発生しているものと見られる。Mw9クラスの地震の発生頻度は1世紀の間に1 - 3個程度との見積もりもある。またその発生間隔は一様でなく比較的短期間の間に数年の間隔を空けて集中的に発生する傾向が見られる。地震モーメント放出の時系列から、このような超巨大地震のクラスタリングの傾向は明らかであるとする説がある一方で、クラスタリングはランダムな変化に局在化した余震活動が加わったものにすぎず見かけのものであるとする説もある。
かつて表面波マグニチュードなど、地震計に記録された最大振幅の常用対数に基づくマグニチュードが主流として用いられていた時代はMs8.5程度が最大級とされていたが、超巨大地震の規模になると最大振幅に基づくマグニチュードは数値が飽和して頭打ちとなり、規模が適切に表されていなかった。1977年に金森博雄が、断層活動のモーメントに基づくモーメント・マグニチュードを提唱して以来、1960年チリ地震など幾つかの地震がMw9以上と推定され規模が適切に表されるようになった。

## 超巨大地震が発生する場所

### 比較沈み込み学

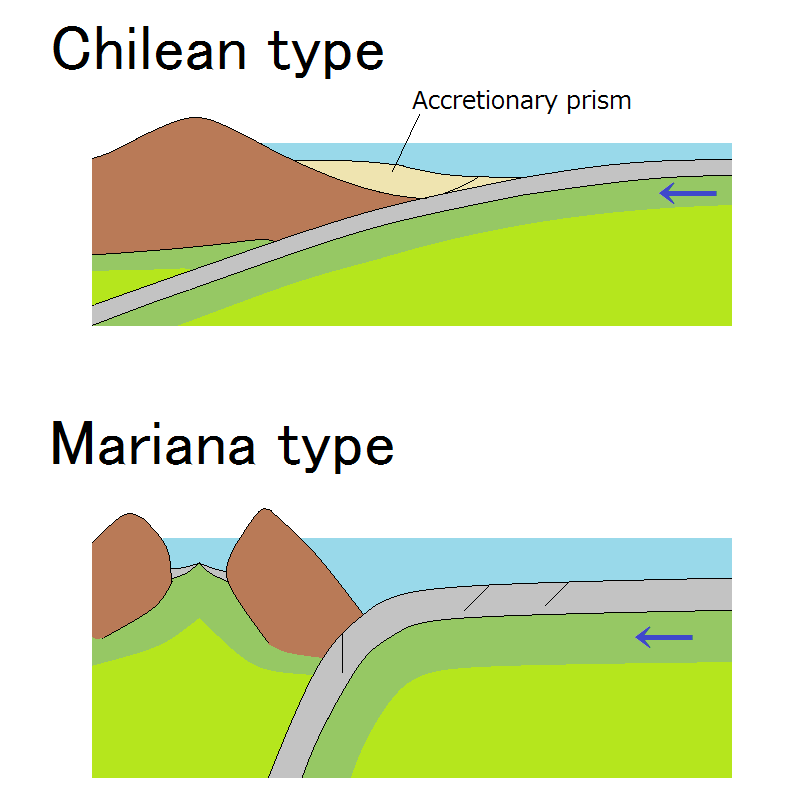
チリ型とマリアナ型の沈み込み帯。

上田誠也および金森博雄 (1979) は地球上の沈み込み帯を海洋プレートの沈み込み角の違いから「チリ型」と「マリアナ型」に分類し、連動型の巨大地震はチリ型の沈み込み帯で起こると考えた。上田らはチリ型に属すのは南チリおよびアラスカ等であるとしたが、Heuret (2011) らによれば、沈み込み角が15°以下の低角であるのは、南チリの他、プエルトリコ、ココス、カスケード、南海トラフ、スマトラ-アンダマンおよび地中海東部の各海溝である。
また、Ruffおよび金森 (1980) は、沈み込み帯で発生する巨大地震の規模は収束レートと沈み込むプレートの年齢の関数として表されると考えた。収束レートが大きく、且沈み込むプレートの年齢の若いプレートほど規模が大きくなる傾向があり、回帰分析からMw=-0.00889T+0.134V+7.96という関係式を得た。
チリ型
- 比較的若いプレートが低角で沈み込み、プレート間の固着が強く、超巨大地震はこのような沈み込み帯のみで起る。

マリアナ型
- 古いプレートが高角で沈み込み、プレート間の固着が弱く、プレート間の非地震性の滑りが大きく巨大地震は起こりにくいとされる。

また、沈み込み帯は定常的なものでなく、低角の沈み込み帯も地震が繰り返されるにつれ断層面は弱くなり、強い固着が次第に失われて、高角の沈み込み帯へと進化していくとされた。

### アスペリティモデル

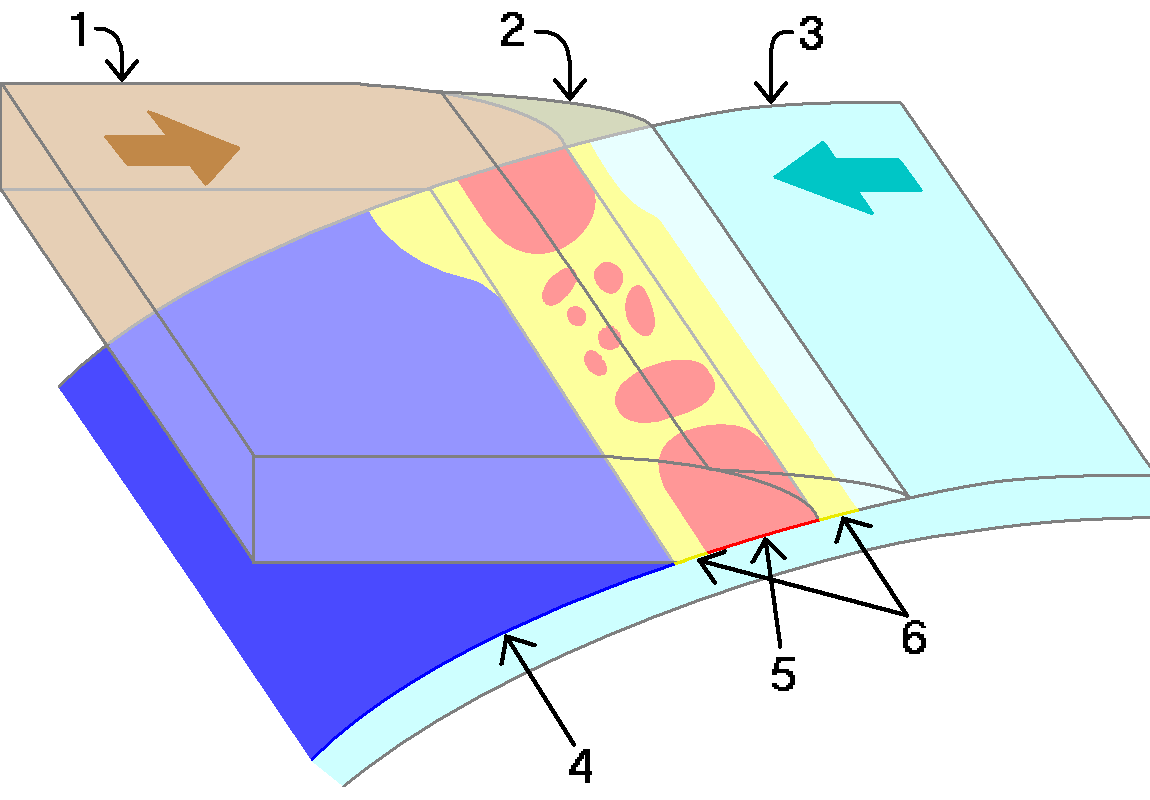
アスペリティモデル

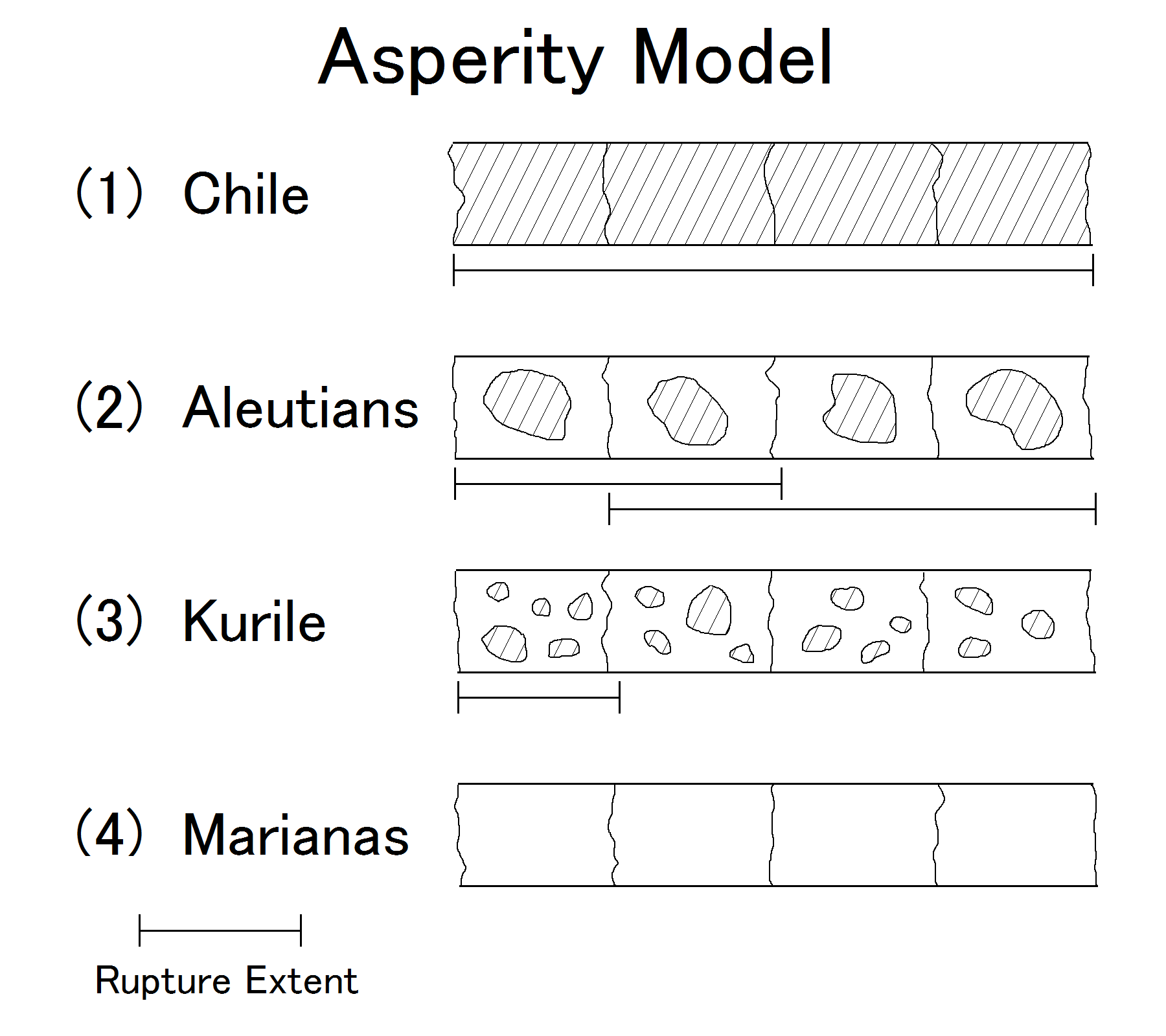
沈み込み帯におけるアスペリティの空間分布。

T.レイおよび金森博雄 (1982) らは、プレート間には固着が強いアスペリティと滑らかに滑っている部分が存在し、アスペリティの空間的分布や面積比によって地震の起こり方に特徴があると考え、世界各地の沈み込み帯を4つのカテゴリに分類した。超巨大地震はカテゴリ1の沈み込み帯で起こり、これに属すのはチリ南部、カムチャツカ、アラスカとされた。
カテゴリ1：チリ南部
- 沈み込み帯は全面的にアスペリティを形成しプレート間は強く固着している。
- 常に500 kmを越えるほぼ同じ長さの断層破壊が、規則正しい時間間隔で発生する傾向がある。

カテゴリ2：アリューシャン
- 各セグメント毎に大きなアスペリティが存在する。
- カテゴリ1よりやや小さい断層破壊となり、それぞれのセグメントが別々に断層破壊する場合と、海溝全体が連動して断層破壊する場合がある。

カテゴリ3：千島列島
- 各セグメントに複数の小さなアスペリティが存在する。
- セグメント毎にいつも同じ部分が断層破壊して地震を発生させるが、それらが連動して破壊することは稀である。

カテゴリ4：マリアナ
- アスペリティを形成せず、プレート間は殆ど固着していない。
- 非地震性の滑りの割合が多く、巨大地震を発生することはない。

比較沈み込み学では古いプレートでは連動型地震は起こりにくいとされ、アスペリティモデルも沈み込みがやや高角の古いプレートは固着領域が小さく連動型の超巨大地震は起こりにくいとされてきた。しかし2004年スマトラ沖地震はこの法則には当てはまらないとされ、2011年東北地方太平洋沖地震の発生した日本海溝もアスペリティモデルではカテゴリ3の千島列島に類似すると考えられ連動型の巨大地震が起りにくいとされていた。

### プレート間カップリングと超巨大地震
プレートの相対速度から推定される歪みの蓄積に対する、地震によって解放される歪みの比率である地震カップリング係数は、チリ、カスケード、スマトラ、南海トラフなどは1.0に近いが、アラスカ、カムチャッカ、千島、日本海溝などは0.6前後、トンガ海溝南部、ケルマデック海溝は0.1強、マリアナ、伊豆小笠原、琉球海溝などは0に近いと推定されている。
超巨大地震は、プレート間カップリング係数が中程度以上（0.6程度以上）の沈み込み帯で起こっており、カップリングによる滑り欠損速度が年間2 cm以上の沈み込み帯で起こっているとされる。

### 付加体形成と超巨大地震
Bilek (2010) は、地球上の沈み込み帯を、付加体が形成されつつある部分と、沈み込むプレートが陸側のプレートを削り込んでいる部分に分類し、超巨大地震は付加体を形成する沈み込み帯で発生し、対して陸側のプレートを削り込むような沈み込み帯では津波地震が発生しやすい事を見出した。
付加体を形成する沈み込み帯は、南チリ、プエルトリコ、カスケード、アラスカ、アリューシャン、カムチャツカ、南海トラフ、スマトラ-アンダマンの各海溝であり、20世紀の超巨大地震や2004年スマトラ沖地震は何れもこれらの沈み込み帯で発生しているが、東北地方太平洋沖地震の起こった日本海溝はこの法則に反して陸側のプレートを削り込む沈み込み帯であった。

### 地震の発生頻度と超巨大地震
井出哲 (2013) は世界の沈み込み帯で発生している中規模 (M4.5) 以上の地震の発生頻度とプレートの沈み込み速度との関係を検討し、南西太平洋を中心に多くの地域で沈み込み速度と地震発生頻度が比例するという常識的な関係を見出した。
その中で、例外的に沈み込み速度は比較的速いが地震発生数が極めて低いという比例関係から外れる地域があり、この地域ではしばしばゆっくり地震が見出されており、さらに超巨大地震はこの地域で起こっている事を見出した。この「一見静かだが超巨大地震の起こる危険な地域」はアラスカ、カスケード、ペルー、チリ、南海トラフから琉球海溝であるという。

## 超巨大地震の多様性

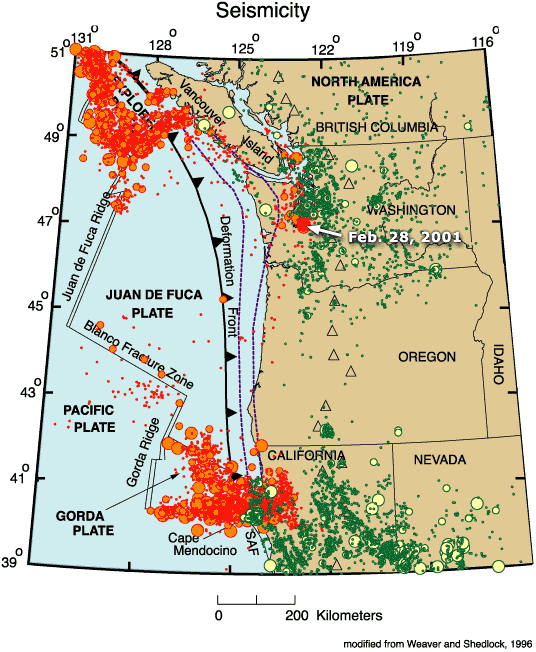
ファンデフカプレート付近の地震の震源分布。カスケード地震の震源域が地震空白域となっている。

井出哲 (2011) は東北地方太平洋沖地震の地震波の解析から海溝側のプレート境界浅部と陸側のプレート境界深部との間で断層破壊が往復する形で進行し、海溝側の過剰滑りであるダイナミックオーバーシュートが大津波を励起したと推定している。
古村孝志 (2012) は、2011年東北地方太平洋沖地震において海溝軸付近で超大滑りが認められ巨大津波を誘発したことから、沈み込み帯の陸側深部の断層破壊に加えて、海溝軸付近が震源域となる事により地震が巨大化するとした。南海トラフでも同様の事が起こるとされ、宝永地震の震源域に加えて海溝軸付近が震源域とも推定される慶長地震の震源域が同時に断層破壊して巨大津波が発生するとされた。しかし、南海トラフはSingle Segmentationであり、宝永地震単独でも海溝軸付近まで断層破壊が及んでいる可能性があり、Double Segmentationとなる証拠は見出されないとされる。
小山順二 (2013) らは東北地方太平洋沖地震発生を期に超巨大地震の発生場には二つの異なった特徴があることを突き止め、宝永地震と東北地方太平洋沖地震は異なる震源過程で発生したと推定しそれぞれ「Along-strike Single Segmentation (ASSS)」および「Along-dip Double Segmentation (ADDS)」と分類した。従来チリ型とされた低角の若いプレートの沈み込み帯がASSSに相当し、超巨大地震の発生には多様性が認められるとした。
カスケード地震を起こしたカスケード沈み込み帯や、宝永地震を起こした南海トラフは現在地震空白域を形成しプレート間が強く固着していると推定されるが、東北地方太平洋沖地震を起こした日本海溝や、アラスカ地震の震源域では明白な地震空白域が見られない等の特徴が見られる。
タイプ1：Along-strike Single Segmentation (ASSS)
- プレート間の強い固着域が海溝軸から沈み込み帯全域に拡がっており、本震前に明白な地震空白域を形成している。
- 本震では横並びのセグメントが連動して破壊し地震活動帯が細長く、断層の幅と長さの比が1:5程度である。
- 地震モーメントの放出はパルス的でなく、長時間にわたって継続する。
- 表面波であるレイリー波やラブ波の振幅は観測点が断層破壊方向と反対側にある場合、偶数番の優弧[注 1]を回ったものが、伝播距離の短い劣弧を回った奇数番のものより大きく、断層破壊が進展する方向に地震波のエネルギーが集中するため方位依存性が著しい。
- 例：1700年カスケード地震、1707年宝永地震、1960年チリ地震、2010年チリ・マウレ地震等

タイプ2：Along-dip Double Segmentation (ADDS)
- プレート間の強い固着域は海溝軸近くのセグメントに限定され、本震前には明白な地震空白域が見られず島弧沿いに顕著な地震活動がある。
- 本震では陸側と海溝側の二重に配列したセグメントが連動して破壊し地震活動帯が幅広く、断層の幅と長さの比が1:2 - 3程度である。
- 断層破壊初期に狭い範囲で超大すべりが発生し、地震モーメントの放出がパルス的である。
- 表面波であるレイリー波やラブ波の振幅は、偶数番と奇数番で差が認められず、方位依存性が見られない。
- 例：1952年カムチャッカ地震、1964年アラスカ地震、2011年東北地方太平洋沖地震等

2004年スマトラ沖地震は、初期破壊過程においてADDS的な性格を帯びるが、アンダマン諸島付近ではASSS的な性質であるという。

## 超巨大地震の例
CMT解などから精度の高いモーメント・マグニチュード (Mw) が推定できるようになったのは1970年代後半以降である。それ以前は津波遡上高や地殻変動などから想定される断層モデルによる推定値であり、さらに19世紀以前の歴史地震については断層モデルの根拠となる津波遡上高も諸説あり地殻変動推定の史料も限定され、また激震域の長さなどによる推定値でもあり精度は低い。
| 地質調査から推定される超巨大地震      | 地質調査から推定される超巨大地震 | 地質調査から推定される超巨大地震 | 地質調査から推定される超巨大地震 | 地質調査から推定される超巨大地震 |
| ------------------------------------- | --- | --- | --- | --- |
| 北海道太平洋側                        | 十勝、釧路、根室の海岸で5世紀、9世紀、13世紀、17世紀の津波堆積物が見いだされ、17世紀のものは慶長三陸地震に相当するとする説もある。                                                               | 十勝、釧路、根室の海岸で5世紀、9世紀、13世紀、17世紀の津波堆積物が見いだされ、17世紀のものは慶長三陸地震に相当するとする説もある。                                                               | 十勝、釧路、根室の海岸で5世紀、9世紀、13世紀、17世紀の津波堆積物が見いだされ、17世紀のものは慶長三陸地震に相当するとする説もある。                                                               | 十勝、釧路、根室の海岸で5世紀、9世紀、13世紀、17世紀の津波堆積物が見いだされ、17世紀のものは慶長三陸地震に相当するとする説もある。 |
| 東北地方太平洋側                      | 石巻から南相馬に至る仙台平野で紀元前390年頃、西暦430年頃、貞観津波、西暦1500年頃の津波堆積物が見いだされる。                                                                                     | 石巻から南相馬に至る仙台平野で紀元前390年頃、西暦430年頃、貞観津波、西暦1500年頃の津波堆積物が見いだされる。                                                                                     | 石巻から南相馬に至る仙台平野で紀元前390年頃、西暦430年頃、貞観津波、西暦1500年頃の津波堆積物が見いだされる。                                                                                     | 石巻から南相馬に至る仙台平野で紀元前390年頃、西暦430年頃、貞観津波、西暦1500年頃の津波堆積物が見いだされる。 |
| 南海トラフ                            | 高知県土佐市宇佐町蟹ヶ池から宝永地震を始め複数の津波堆積物が見出され、特に紀元頃の津波堆積物は宝永津波をも上回る規模であったと推定される。さらに6500年間の地層から15回の津波堆積物が見出された。 | 高知県土佐市宇佐町蟹ヶ池から宝永地震を始め複数の津波堆積物が見出され、特に紀元頃の津波堆積物は宝永津波をも上回る規模であったと推定される。さらに6500年間の地層から15回の津波堆積物が見出された。 | 高知県土佐市宇佐町蟹ヶ池から宝永地震を始め複数の津波堆積物が見出され、特に紀元頃の津波堆積物は宝永津波をも上回る規模であったと推定される。さらに6500年間の地層から15回の津波堆積物が見出された。 | 高知県土佐市宇佐町蟹ヶ池から宝永地震を始め複数の津波堆積物が見出され、特に紀元頃の津波堆積物は宝永津波をも上回る規模であったと推定される。さらに6500年間の地層から15回の津波堆積物が見出された。 |
| スマトラ沖                            | 900年頃に大規模な地震があったと推定される。 津波堆積物および珊瑚の隆起痕から1394年頃から1450年頃の間および956年前後に大規模な地震があったと推定される。                                          | 900年頃に大規模な地震があったと推定される。 津波堆積物および珊瑚の隆起痕から1394年頃から1450年頃の間および956年前後に大規模な地震があったと推定される。                                          | 900年頃に大規模な地震があったと推定される。 津波堆積物および珊瑚の隆起痕から1394年頃から1450年頃の間および956年前後に大規模な地震があったと推定される。                                          | 900年頃に大規模な地震があったと推定される。 津波堆積物および珊瑚の隆起痕から1394年頃から1450年頃の間および956年前後に大規模な地震があったと推定される。 |
| カスケード沈み込み帯                  | 紀元前600年頃、紀元前170年頃、西暦400年頃、西暦810年頃、西暦1310年頃および西暦1700年など1万年間に19回の巨大地震の痕跡が見出されている。                                                          | 紀元前600年頃、紀元前170年頃、西暦400年頃、西暦810年頃、西暦1310年頃および西暦1700年など1万年間に19回の巨大地震の痕跡が見出されている。                                                          | 紀元前600年頃、紀元前170年頃、西暦400年頃、西暦810年頃、西暦1310年頃および西暦1700年など1万年間に19回の巨大地震の痕跡が見出されている。                                                          | 紀元前600年頃、紀元前170年頃、西暦400年頃、西暦810年頃、西暦1310年頃および西暦1700年など1万年間に19回の巨大地震の痕跡が見出されている。 |
| 南チリ沖                              | チリ中南部沿岸のマウジン川河口周辺の湿地において紀元前80 - 西暦220年頃、西暦430 - 660年頃、西暦990 - 1190年頃、西暦1220 - 1400年頃、西暦1575年および西暦1960年の津波堆積物が見出されている。     | チリ中南部沿岸のマウジン川河口周辺の湿地において紀元前80 - 西暦220年頃、西暦430 - 660年頃、西暦990 - 1190年頃、西暦1220 - 1400年頃、西暦1575年および西暦1960年の津波堆積物が見出されている。     | チリ中南部沿岸のマウジン川河口周辺の湿地において紀元前80 - 西暦220年頃、西暦430 - 660年頃、西暦990 - 1190年頃、西暦1220 - 1400年頃、西暦1575年および西暦1960年の津波堆積物が見出されている。     | チリ中南部沿岸のマウジン川河口周辺の湿地において紀元前80 - 西暦220年頃、西暦430 - 660年頃、西暦990 - 1190年頃、西暦1220 - 1400年頃、西暦1575年および西暦1960年の津波堆積物が見出されている。 |
| アラスカ沖                            | BP900年頃と、BP1500年頃と推定される巨大地震の波源域は、確認される堆積物の分布から1964年のものよりやや大きいとされる。                                                                            | BP900年頃と、BP1500年頃と推定される巨大地震の波源域は、確認される堆積物の分布から1964年のものよりやや大きいとされる。                                                                            | BP900年頃と、BP1500年頃と推定される巨大地震の波源域は、確認される堆積物の分布から1964年のものよりやや大きいとされる。                                                                            | BP900年頃と、BP1500年頃と推定される巨大地震の波源域は、確認される堆積物の分布から1964年のものよりやや大きいとされる。 |
| カムチャツカ沖                        | 7000年間に50個の大津波の痕跡が見出されている。 | 7000年間に50個の大津波の痕跡が見出されている。 | 7000年間に50個の大津波の痕跡が見出されている。 | 7000年間に50個の大津波の痕跡が見出されている。 |
| 歴史時代の超巨大地震（歴史地震）      | | | | |
| 名称                                  | 発生日時（現地時間） | モーメント・マグニチュード | 表面波マグニチュードスケール | 備考 |
| 白鳳地震                              | 684年11月26日 22時頃 | M8 - 9 | M8 1/4 - 8.4 | 『日本書紀』に記述があり、宝永地震と同等または大分県龍神池など場所によりこれを上回る規模の津浪堆積物を確認。土佐国では宝永地震と同等の被害地震として伝わる（『谷陵記』）。 |
| 貞観地震                              | 869年7月9日 夜 | Mw>8.7 | M8.3 - 8.6 | 『日本三代実録』に記述があり、東北地方太平洋沖地震との類似性が指摘される。仙台平野で見出された津波堆積物の分布からMw8.4程度の断層モデルが推定されたが、これは下限値であり堆積物の分布以上に浸水域が拡がっている可能性が指摘され、Mw8.4を大きく上回り海溝軸付近まで大すべり域が分布していた可能性があるとされる。従来M8.4程度と推定された歴史地震の中にはモーメント・マグニチュードではMw9クラスと推定し得る地震が存在する。                                       |
| バルディビア地震                      | 1575年12月16日 14時30分頃 | | M8.5 | 揺れの強さ、津波、地殻変動などの歴史記録および津波堆積物調査から1960年チリ地震と同等規模とする推定がある。 |
| ペルー・カヤオ地震                    | 1687年10月20日 5時30分頃 | - Mw8.9 | M8.2 | M0=2-3×1022N・m程度の地震モーメントが見積もられている。『肯山公綱村治家記録目録』によれば陸前塩釜の市中に50cm程度潮が溢れ、琉球与那城郡にも津波到来。 |
| カスケード地震                        | 1700年1月26日 21時頃 | Mw8.7 - 9.2 | | 地質調査から発見された巨大地震であり、アメリカにおける歴史記録は現存しないが、原因不明とされていた『大槌古今代伝記』、『田辺町大帳』などに記された日本各地の津波記録と地質調査との整合性から日本に津波が到達したものと推定され日時が判明した地震。震源域の長さはカスケード沈み込み帯のほぼ全域に亘る約1100 kmに及ぶ。 |
| 宝永地震                              | 1707年10月28日 13時45分頃 | Mw8.7 - 9.3 | M8.4 - 8.6 | 日本の歴史上最大級の地震。東海地震と南海地震の二元地震と考えられたこともあり、推定された津波波高等からMw8.7程度の断層モデルが考えられていたが、これでは済州島に達した津波が説明できず、震度分布や余震分布による東北地方太平洋沖地震との比較からMw9.1 - 9.3程度との推定もある。震源域の長さは南海トラフのほぼ全域に亘る約700kmに及ぶ。 |
| チリ・バルパライソ地震                | 1730年7月8日 3時45分頃 | | M8.7 | 約1000 kmの海岸に津波が襲来し、バルパライソは港が破壊され、コンセプシオンは全滅した。『東藩史稿』には陸前牡鹿に津波が到来し田畑を損したとある。 |
| カムチャツカ地震                      | 1737年10月18日 0時30分 | Mw9.0 - 9.3 | M8.3 | 震源域の長さは約700 km、幅は約200 kmに及び。1952年カムチャツカ地震と同等規模との説もある。 |
| ペルー・リマ地震                      | 1746年10月28日 22時30分頃 | Mw8.9 - 9.0 | M8.3 | リマではほとんどの家屋が倒壊。 |
| チリ・コンセプシオン地震              | 1751年5月25日 0時頃 | | M8.5 | コンセプシオンは全滅し、ファン・フェルナンデス諸島は町が洗われ船が沈没した。『大槌官職記』には陸中大槌で浦々民家の敷板や田畑が浸水したと記される。 |
| リスボン地震                          | 1755年11月1日 9時40分 | Mw8.5 - 9.0 | M8.5 | ヨーロッパの歴史上最大級の地震。大津波発生の比較的稀な大西洋全域に津波が波及。 |
| スマトラ沖地震                        | 1833年11月24日 | Mw8.9 - 9.0 | M8.7 | 2004年のものより南側の震源域で発生。 |
| バルディビア地震                      | 1837年11月7日 8時頃 | Mt9 1/4 | M8.0 | コンセプシオン、バルディビアで大津波、ハワイ諸島でも大被害となった。『東藩史稿』には陸前気仙郡、牡鹿郡、宮城郡に津波が到来し田を傷むとある。 |
| チリ・アリカ地震                      | 1868年8月13日 16時45分 | Mw8.8 - 9.1 | M8.5 | 震源域はアリカからピスコ付近までの約600 km或は約900 kmに及ぶ。太平洋全域に津波が波及し、南米沿岸はもとより、ハワイ、オーストラリア、ニュージーランド、日本にも襲来した記録がある。 |
| チリ・イキケ地震                      | 1877年5月9日 21時16分 | Mw9.0 | M8.3 | イキケ沖で発生し、震源域はチリからペルーにかけての海岸沿いの約450 kmに及ぶ。太平洋全域に津波が波及し、チリ沿岸、ハワイ、オーストラリア、日本にも襲来し被害を出した記録がある。 |
| 地震計による観測時代の超巨大地震      | | | | |
| カムチャツカ地震                      | 1952年11月5日 4時58分 | Mw8.8 - 9.0 | Ms8.2 | 震源域の長さは約600 km、幅は約180 - 200 kmに及び。ソビエト連邦（現・ロシア）観測史上最大の地震。 |
| アリューシャン地震                    | 1957年3月9日 4時22分 | Mw8.6 - 9.1 | Ms8.1 | 震源域の長さは約1200 kmに及ぶ、津波マグニチュードもMt9.0になるとされ、金森 (1977) はMw9.1と推定したが、長周期地震計による観測ではそれほど大きな振幅が認められず、断層滑りも殆ど西側半分のみで発生したと推定されMw8.6程度であるともされる。 |
| チリ地震                              | 1960年5月22日 15時11分 | Mw9.2 - 9.5 | Ms8.3 - 8.5 | 世界観測史上最大の地震。震源域の長さは800 - 1000 km、幅は約200 km、平均滑りは20 m程度、最大滑りは約40 mに及ぶ。地震モーメントはM0=2.0-2.7×1023 N・m (2.0-2.7×1030 dyn・cm) に達する。津波は太平洋全般に被害を与え、ハワイや日本でも死者が出た。金森(1977)は地震データ解析および津波規模などからMw9.5と推定したが、地殻変動からこの値は過大評価であるとされ、Mw9.3、あるいはMw9.2程度が妥当ともされる。                                                            |
| アラスカ地震                          | 1964年3月27日 17時36分 | Mw9.1 - 9.2 | Ms8.4 | アメリカ合衆国の観測史上最大の地震。震源域の長さは700 - 800 km、幅は約250 kmに及び、震源域東北端の震源付近に地震モーメントの大半が開放された超大すべり域が推定されている。 |
| グローバルな観測網整備下の超巨大地震  | | | | |
| スマトラ沖地震                        | 2004年12月26日 7時58分 | Mw9.1 - 9.3 | Ms8.8 | インドネシアの観測史上最大の地震。震源域はスマトラ島沖からアンダマン諸島まで約1300 km、幅は約180 kmに及ぶ。インド洋全域に津波が波及。地震直後はMw9.0が報告されていたが、超長周期地震動の解析などからM0=1×1023 N・m (Mw9.3) とする解析もある。 |
| チリ・マウレ地震                      | 2010年2月27日 3時34分 | Mw8.8 | Ms8.5 | 震源域の長さは450 - 500 kmで、幅は約200 kmに及びMwはやや9を下回るが1960年チリ地震などと同様に超巨大地震として扱われることもある。 |
| 東北地方太平洋沖地震 （東日本大震災） | 2011年3月11日 14時46分 | Mw9.0 - 9.1 | Ms8.3 Mj8.4 | 日本の観測史上最大の地震。気象庁は地震発生直後、従来の計算方法で気象庁マグニチュードをMj7.9と速報し、振幅が振り切れていない地震計記録からMj8.4に修正したが、気象庁マグニチュードに飽和が見られ規模が適正に表されないことから、モーメント・マグニチュードでMw8.8と速報し、2日後に遠地の波形記録からMw9.0と修正した。震源域の長さは約500 km、幅は約200 kmに及び、宮城県沖の震源付近に地震モーメントの大半が開放された約50 m以上に及ぶ超大すべり域が推定されている。 |
| カムチャツカ地震                      | 2025年7月29日 23時24分 | Mw8.8 | | 震源域の長さは500 kmで、幅は約180 kmに及び。 |

## 噴火の誘発

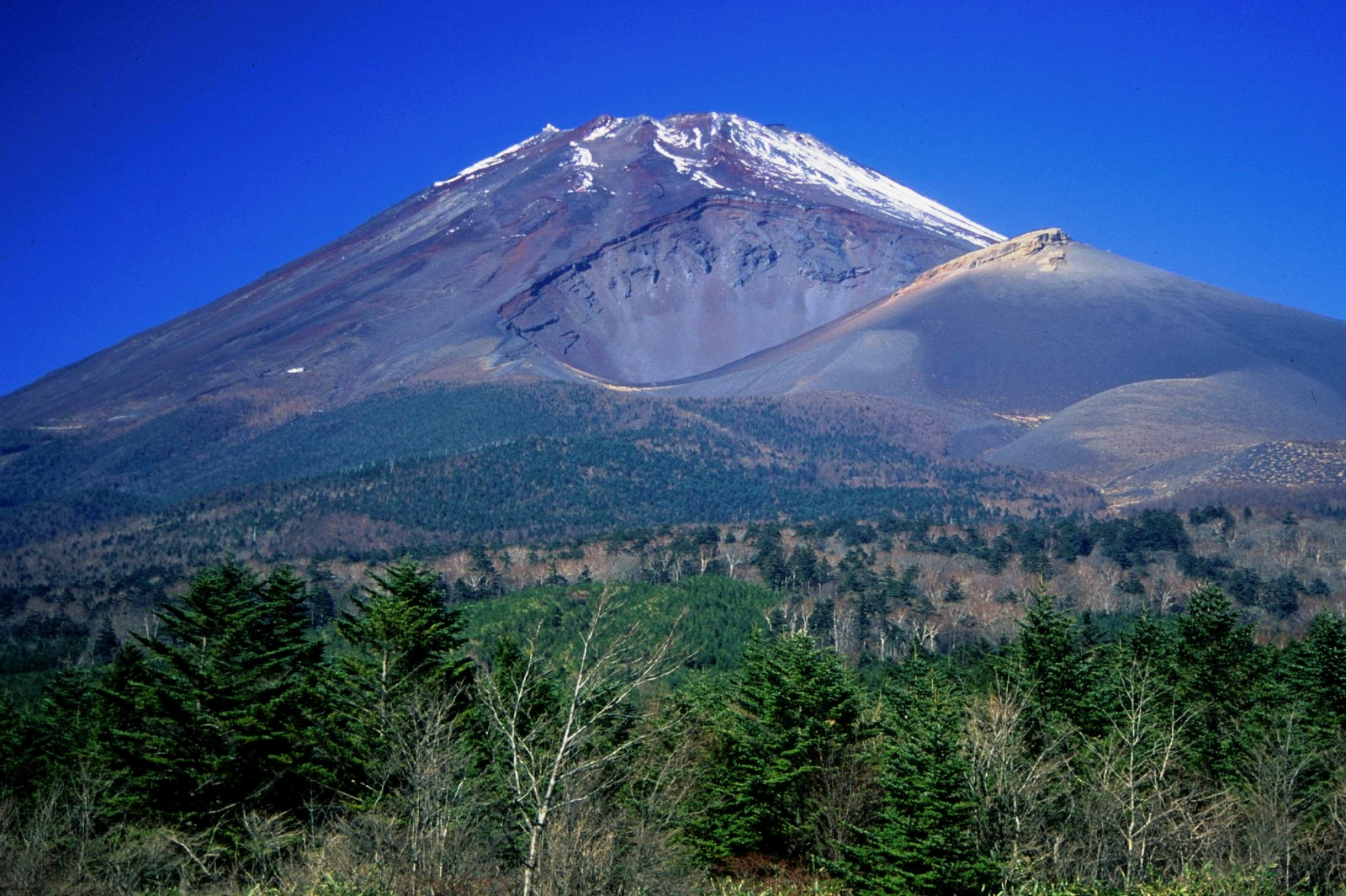
宝永噴火口と宝永山

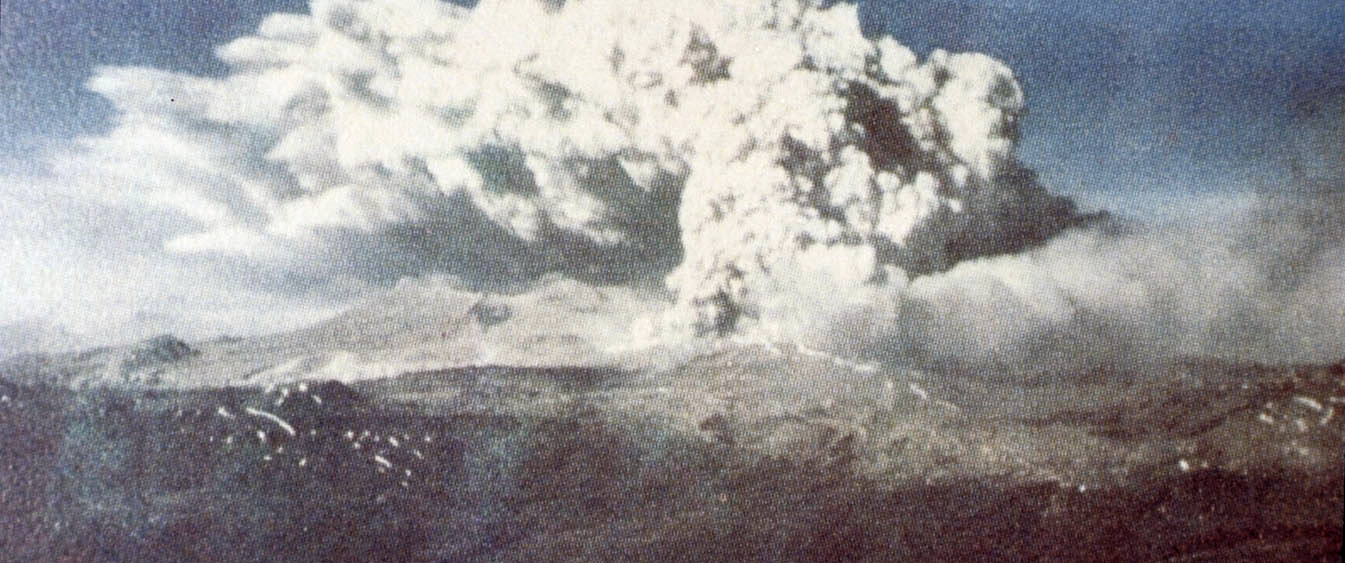
チリ地震後に噴火したコルドン・カウジェ火山

20世紀に地球上で発生したMw9クラスの巨大地震および2004年スマトラ沖地震等は何れも地震後数年以内に近隣の複数の火山の噴火を誘発しているとの見方がある。
一方で、超巨大地震の後に噴火が誘発されたと思われるケースもあるが、地震の有無と関係なく通常期に活発な火山もあり地震直後に噴火を誘発したとは結論できないものもあるという見方もある。また、必ずしも震源域に近い火山活動が活発化するわけでもなく、これは地震による直接的な応力変化では無く、地震動が長時間火山体を揺らすことによる影響も考えられるとされる。宝永噴火やベズイミアニ山の様に大規模な噴火が誘発されたと思われる事例もあるが、これらの大噴火には900 - 1200年程度の時間間隔が存在し噴火のエネルギーが充分に蓄えられ、地震により誘発された噴火が大規模に発展したとの見方もある。
684年白鳳地震
- 当日：伊豆大島
- 5か月後：浅間山? 焼岳?（VEI：3）

869年貞観地震 
- 1年11か月後：鳥海山（VEI：2）

1707年宝永地震
- 49日後：富士山（宝永大噴火）（VEI：5)
- 1年2か月後：浅間山（VEI：2）
- 1年4か月後：阿蘇山（VEI：2）
- 1年6か月後：岩木山（VEI：2）および三宅島

1952年カムチャツカ地震
- 1日後：カルビンスキー山（VEI：5）
- 8日後：タオ・ルシィル山（VEI：3）
- 31日後：マールイセミャチック山（VEI：3）
- 1年9か月後：サリチェフ山（VEI：2）
- 2年11か月後：ベズイミアニ山（VEI：5）

1957年アリューシャン地震
- 2日後：ヴィゼヴェドフ山（VEI：2）
- 1年5か月後：オクモク山（VEI：3）

1960年チリ地震
- 2日後：コルドン・カウジェ火山（VEI：3）
- 49日後：ベテロア山（VEI：1)
- 54日後：トゥプンガティト山（VEI：2）
- 7か月後：カルゴフ山（VEI：3）

1964年アラスカ地震
- 64日後：トライデント山（VEI：3）
- 1年10か月後：リダウト山（VEI：3）

2004年スマトラ沖地震
- 105日後：タラン山（VEI：2）
- 1年2か月後：メラピ山（VEI：1)
- 1年5か月後：バレン山（VEI：2）
- 2年9か月後：ケルート山（VEI：2）
- 2年10か月後：アナク・クラカタウ山（VEI：2）

2010年チリ・マウレ地震
- 1年3か月後：コルドン・カウジェ火山（VEI：3）
- 1年6か月後：ペテロア山

## 地軸への影響
超巨大地震による地形の変形により極運動が励起され、地軸がずれることが知られる。
1957年から1967年の間に観測されたChandler運動（周期約14か月の極運動）のうち、1960年の観測結果からチリ地震発生によって地軸の年周運動に不連続が認められた。
地球に弾性球の変形が生じた場合、Chandler運動に変化が生じると予測されるが、たとえ1960年チリ地震であってもその変形量ではChandler運動を励起するには全く不十分であるとされていた。しかし、1964年アラスカ地震において、震源域から約5000 kmも離れたハワイ諸島においても10-8程度の永久歪が観測され、このような微小な地殻変動であっても全地球にわたって積分すればChandler運動を励起する可能性があるとされた。
地軸がずれた結果、地震の前後で地球の自転周期がわずかに変化し、2004年スマトラ沖地震、2010年チリ・マウレ地震、2011年東北地方太平洋沖地震では、いずれもマイクロ秒オーダー (10-6s) で自転周期が速くなったという観測結果もある。

## 起こり得る最大規模の地震
観測史上最大級の地震は1960年チリ地震Mw9.5であり、地質調査からもこれ以上の規模の地震が発生した証拠は見出されていないが、松澤暢 (2012)、および蓬田清 (2013) らは、世界各地の沈み込み帯について検討し、最大Mw10程度の超巨大地震は起こり得るとした。M10の地震が起ったと仮定したならば何が生じるかを知ることも必要としているが、これは極めて荒い推定に過ぎず学問的には極めて稚拙なレベルの話としている。
蓬田清 (2013) は、沈み込み帯におけるプレート間の地震性滑りは深さ60 km付近を限度としてそれより深いところではスラブ内地震に限定されるとし、震源域の幅は最大でも300 km程度が最大限であり、断層の長さは1500 km、滑り幅が100 m前後ならばMw10も可能と考えられ、1960年チリ地震および2010年チリ・マウレ地震の震源域を包括するような沈み込み帯が候補に挙がるとした。しかし、実際には1960年の地震は震源から南側へしか断層破壊は起こらず、50年後に発生した2010年の地震とは連動のイメージから程遠い形で発生したため、少なくともこの地域でこの規模を超える地震は数百年は発生しないとされる。